# Olympische Sommerspiele 2004/Teilnehmer (China)
| Gelbes Symbol für Goldmedaillen mit stilisierten Olympischen Ringen | Graues Symbol für Silbermedaillen mit stilisierten Olympischen Ringen | Braundes Symbol für Bronzemedaillen mit stilisierten Olympischen Ringen |
| ------------------------------------------------------------------- | --------------------------------------------------------------------- | ----------------------------------------------------------------------- |
| 32                                                                  | 17                                                                    | 14                                                                      |

Bei den Olympischen Sommerspielen 2004 in Athen nahmen 384 Sportler aus der Volksrepublik China teil. Sie nahmen an Wettbewerben in 26 olympischen Sportarten teil. Der Chef de Mission war Liu Peng. Es war die sechste Olympiateilnahme Chinas seit 1984 bzw. die siebte Teilnahme, wenn man die Teilnahme an den Olympischen Spielen 1952 der Volksrepublik China zurechnet.
Von den 384 Athleten hatten 79 bereits an den Olympischen Spielen 2000 in Sydney und 23 an den Olympischen Spielen 1996 in Atlanta teilgenommen. Fahnenträger bei der Eröffnungsfeier war der Basketballer Yao Ming, welcher in der NBA bei Houston Rockets spielte. Mit der Basketballmannschaft der Männer belegte er den achten Platz. Die jüngste chinesische Teilnehmerin war die 14-jährige Zhang Tianyi und der älteste Teilnehmer der 43-jährige Wang Yifu. Während Zhang im Lagenschwimmen an den Start ging, nahm Yifu an Schießwettbewerben teil und konnte dort die Goldmedaille gewinnen. Die beiden erfolgreichsten chinesischen Athleten waren die Wasserspringerin Guo Jingjing und die Tischtennisspielerin Zhang Yining. Beide konnten jeweils zwei Goldmedaillen gewinnen.

## Medaillen
Mit 32 gewonnenen Gold-, 17 Silber- und 14 Bronzemedaillen belegte das chinesische Team Platz 2 im Medaillenspiegel.

### Medaillenspiegel
| Medaillenspiegel China | Medaillenspiegel China | Medaillenspiegel China | Medaillenspiegel China | Medaillenspiegel China | Medaillenspiegel China |
| Platz                  | Sportart               | Gold                   | Silber                 | Bronze                 | Gesamt                 |
| ---------------------- | ---------------------- | ---------------------- | ---------------------- | ---------------------- | ---------------------- |
| 1.                     | Schwimmsport           | 7                      | 3                      | 1                      | 11                     |
| 2.                     | Gewichtheben           | 5                      | 3                      | 0                      | 8                      |
| 3.                     | Schießsport            | 4                      | 2                      | 3                      | 9                      |
| 4.                     | Tischtennis            | 3                      | 1                      | 2                      | 6                      |
| 5.                     | Badminton              | 3                      | 1                      | 1                      | 5                      |
| 6.                     | Leichtathletik         | 2                      | 0                      | 0                      | 2                      |
| 6.                     | Taekwondo              | 2                      | 0                      | 0                      | 2                      |
| 8.                     | Judo                   | 1                      | 1                      | 3                      | 5                      |
| 9.                     | Turnsport              | 1                      | 0                      | 3                      | 4                      |
| 10.                    | Kanusport              | 1                      | 0                      | 0                      | 1                      |
| 10.                    | Ringen                 | 1                      | 0                      | 0                      | 1                      |
| 10.                    | Tennis                 | 1                      | 0                      | 0                      | 1                      |
| 10.                    | Volleyball             | 1                      | 0                      | 0                      | 1                      |
| 14.                    | Fechten                | 0                      | 3                      | 0                      | 3                      |
| 15,                    | Bogenschießen          | 0                      | 1                      | 0                      | 1                      |
| 15,                    | Radsport               | 0                      | 1                      | 0                      | 1                      |
| 15,                    | Segeln                 | 0                      | 1                      | 0                      | 1                      |
| 18.                    | Boxen                  | 0                      | 0                      | 1                      | 1                      |

### Medaillengewinner

#### Gold
| Name                          | Sportart       | Geschlecht | Kategorie                       |
| ----------------------------- | -------------- | ---------- | ------------------------------- |
| Du Li                         | Schießsport    | weiblich   | Luftgewehr                      |
| Wang Yifu                     | Schießsport    | männlich   | Luftpistole                     |
| Guo Jingjing Wu Minxia        | Schwimmsport   | weiblich   | Synchronspringen 3 m            |
| Tian Liang Yang Jinghui       | Schwimmsport   | männlich   | Synchronspringen 10 m           |
| Xian Dongmei                  | Judo           | weiblich   | Klasse bis 52 kg                |
| Zhu Qinan                     | Schießsport    | männlich   | Luftgewehr 10 m                 |
| Chen Yanqing                  | Gewichtheben   | weiblich   | Klasse bis 58 kg                |
| Luo Xuejuan                   | Schwimmsport   | weiblich   | 100 m Brust                     |
| Shi Zhiyong                   | Gewichtheben   | männlich   | Klasse bis 62 kg                |
| Lao Lishi Li Ting             | Schwimmsport   | weiblich   | Synchron 10 m                   |
| Zhang Guozheng                | Gewichtheben   | männlich   | Klasse bis 69 kg                |
| Liu Chunhong                  | Gewichtheben   | weiblich   | Klasse bis 69 kg                |
| Zhang Ning                    | Badminton      | weiblich   | Einzel                          |
| Zhang Jun Gao Ling            | Badminton      | mixed      | Mixed-Doppel                    |
| Wang Nan Zhang Yining         | Tischtennis    | weiblich   | Doppel                          |
| Tang Gonghong                 | Gewichtheben   | weiblich   | Klasse über 75 kg               |
| Yang Wei Zhang Jiewen         | Badminton      | weiblich   | Doppel                          |
| Ma Lin Chen Qi                | Tischtennis    | männlich   | Doppel                          |
| Jia Zhanbo                    | Schießsport    | männlich   | Kleinkaliber Dreistellungskampf |
| Zhang Yining                  | Tischtennis    | weiblich   | Einzel                          |
| Li Ting Sun Tiantian          | Tennis         | weiblich   | Doppel                          |
| Teng Haibin                   | Turnsport      | männlich   | Pauschenpferd                   |
| Wang Xu                       | Ringen         | weiblich   | Klasse bis 72 kg                |
| Peng Bo                       | Schwimmsport   | männlich   | Kunstspringen 3 m               |
| Guo Jingjing                  | Schwimmsport   | weiblich   | Kunstspringen 3 m               |
| Liu Xiang                     | Leichtathletik | männlich   | 110 m Hürden                    |
| Xing Huina                    | Leichtathletik | weiblich   | 10.000 m                        |
| Meng Guanliang Yang Wenjun    | Kanusport      | männlich   | C-2 500 m                       |
| Luo Wei                       | Taekwondo      | weiblich   | Klasse bis 67 kg                |
| Hu Jia                        | Schwimmsport   | männlich   | Turmspringen 10 m               |
| Nationalmannschaft der Frauen | Volleyball     | weiblich   | Halle                           |
| Chen Zhong                    | Taekwondo      | weiblich   | Klasse über 67 kg               |

#### Silber
| Name                                                      | Sportart      | Geschlecht | Kategorie          |
| --------------------------------------------------------- | ------------- | ---------- | ------------------ |
| Li Zhuo                                                   | Gewichtheben  | weiblich   | Klasse bis 49 kg   |
| Wu Meijin                                                 | Gewichtheben  | männlich   | Klasse bis 56 kg   |
| Li Jie                                                    | Schießsport   | männlich   | Luftgewehr 10 m    |
| Le Maosheng                                               | Gewichtheben  | weiblich   | Klasse bis 62 kg   |
| Wang Lei                                                  | Fechten       | männlich   | Degen Einzel       |
| Tan Xue                                                   | Fechten       | weiblich   | Säbel Einzel       |
| Zhu Yingwen Xu Yanwei Yang Yu Pang Jiaying Vorlauf: Li Ji | Schwimmsport  | weiblich   | Säbel Einzel       |
| Wei Ning                                                  | Schießsport   | weiblich   | Skeet              |
| Liu Xia                                                   | Judo          | weiblich   | Klasse bis 78 kg   |
| He Ying Lin Sang Zhang Juanjuan                           | Bogenschießen | weiblich   | Mannschaft         |
| Jiang Yonghua                                             | Radsport      | weiblich   | 500 m Zeitfahren   |
| Dong Zhaozhi Wu Hanxiong Ye Chong Vorlauf: Wang Haibin    | Fechten       | männlich   | Florett Mannschaft |
| Gao Ling Huang Sui                                        | Badminton     | weiblich   | Doppel             |
| Lao Lishi                                                 | Schwimmsport  | weiblich   | Turmspringen 10 m  |
| Wang Hao                                                  | Tischtennis   | männlich   | Einzel             |
| Yin Jian                                                  | Segeln        | weiblich   | Windsurfen         |
| Wu Minxia                                                 | Schwimmsport  | weiblich   | Kunstspringen 3 m  |

 Bronze
| Name                 | Sportart    | Geschlecht | Kategorie                       |
| -------------------- | ----------- | ---------- | ------------------------------- |
| Gao Feng             | Judo        | weiblich   | Klasse bis 48 kg                |
| Wang Zheng           | Schießsport | männlich   | Doppel-Trap                     |
| Gao E                | Schießsport | weiblich   | Doppel-Trap                     |
| Qin Yadong           | Judo        | weiblich   | 70 kg                           |
| Zhou Mi              | Badminton   | weiblich   | Einzel                          |
| Zhang Nan            | Turnsport   | weiblich   | Einzelmehrkampf                 |
| Sun Fuming           | Judo        | weiblich   | Klasse über 78 kg               |
| Wang Chengyi         | Schießsport | männlich   | Kleinkaliber Dreistellungskampf |
| Huang Shanshan       | Turnsport   | weiblich   | Einzel                          |
| Niu Jianfeng Guo Yue | Tischtennis | weiblich   | Doppel                          |
| Li Xiaopeng          | Turnsport   | männlich   | Barren                          |
| Wang Liqin           | Tischtennis | männlich   | Einzel                          |

## Teilnehmer nach Sportart

### Badminton
Die chinesische Mannschaft war mit drei Goldmedaillen und jeweils einer Silber- und Bronzemedaille die erfolgreichste Nation im Badmintonturnier und Gao Ling war mit einer Goldmedaille und einer Silbermedaille der erfolgreichste Teilnehmer im Badmintonturnier. Gao gewann gemeinsam mit Zhang Jun im Mixed-Wettbewerb die Goldmedaille. Zudem gewannen Zhang Ning im Dameneinzel und Yang Wei und Zhang Jiewen im Damendoppel die Goldmedaille.
| Athlet                   | Wettkampf | Sechzehntelfinale | Sechzehntelfinale | Achtelfinale           | Achtelfinale  | Viertelfinale          | Viertelfinale | Halbfinale    | Halbfinale    | Finale                 | Finale        | Endstand |
| Athlet                   | Wettkampf | Gegner            | Ergebnis          | Gegner                 | Ergebnis      | Gegner                 | Ergebnis      | Gegner        | Ergebnis      | Gegner                 | Ergebnis      | Platz    |
| ------------------------ | --------- | ----------------- | ----------------- | ---------------------- | ------------- | ---------------------- | ------------- | ------------- | ------------- | ---------------------- | ------------- | -------- |
| Frauen                   |           |                   |                   |                        |               |                        |               |               |               |                        |               |          |
| Gong Ruina               | Einzel    | Li                | 2:0               | Ponsana                | 2:0           | Cheng                  | 2:0           | Audina        | 0:2           | Zhou                   | 1:2           | 04       |
| Zhang Ning               | Einzel    | Andrievskaia      | 2:1               | Morgan                 | 2:0           | Wang                   | 2:1           | Zhou          | 2:0           | Audina                 | 2:1           | Gold     |
| Zhou Mi                  | Einzel    | Xu                | 2:1               | Mori                   | 2:0           | Nedeltschewa           | 2:0           | Zhang         | 0:2           | Gong                   | 2:1           | Bronze   |
| Gao Ling Huang Sui       | Double    | Freilos           | Freilos           | Malaysia               | 2:0           | Dänemark               | 2:0           | China         | 2:0           | China                  | 1:2           | Silber   |
| Wei Yili Zhao Tingting   | Double    | Freilos           | Freilos           | Vereinigtes Königreich | 2:1           | Südkorea               | 2:1           | China         | 0:2           | Südkorea               | 1:2           | 04       |
| Yang Wei Zhang Jiewen    | Double    | Freilos           | Freilos           | Indonesien             | 2:1           | Thailand               | 2:0           | Südkorea      | 2:0           | China                  | 2:1           | Gold     |
| Männer                   |           |                   |                   |                        |               |                        |               |               |               |                        |               |          |
| Bao Chunlai              | Einzel    | Satō              | 2:0               | Park                   | 0:2           | ausgeschieden          | ausgeschieden | ausgeschieden | ausgeschieden | ausgeschieden          | ausgeschieden | 09       |
| Chen Hong                | Einzel    | Jonassen          | 2:1               | Lee                    | 2:1           | Shon Seung-mo          | 1:2           | ausgeschieden | ausgeschieden | ausgeschieden          | ausgeschieden | 05       |
| Lin Dan                  | Einzel    | Susilo            | 0:2               | ausgeschieden          | ausgeschieden | ausgeschieden          | ausgeschieden | ausgeschieden | ausgeschieden | ausgeschieden          | ausgeschieden | 17       |
| Cai Yun Fu Haifeng       | Double    | Freilos           | Freilos           | Japan                  | 2:1           | Dänemark               | 1:2           | ausgeschieden | ausgeschieden | ausgeschieden          | ausgeschieden | 5        |
| Sang Yang Zheng Bo       | Double    | Freilos           | Freilos           | Malaysia               | 2:0           | Südkorea               | 0:2           | ausgeschieden | ausgeschieden | ausgeschieden          | ausgeschieden | 5        |
| Mixed                    |           |                   |                   |                        |               |                        |               |               |               |                        |               |          |
| Gao Ling Zhang Jun       | Mixed     | Freilos           | Freilos           | Chinesisch Taipeh      | 2:0           | Schweden               | 2:0           | Dänemark      | 2:0           | Vereinigtes Königreich | 2:1           | Gold     |
| Zhao Tingting Chen Qiqiu | Mixed     | Freilos           | Freilos           | Indonesien             | 2:0           | Vereinigtes Königreich | 0:2           | ausgeschieden | ausgeschieden | ausgeschieden          | ausgeschieden | 5        |

### Basketball
Nachdem die chinesische Frauen-Basketballnationalmannschaft schon bei den Olympischen Spielen 1996 den neunten Platz belegt hatte, kamen die Chinesinnen erneut nicht über den neunten Platz und damit das schlechteste Ergebnis in der olympischen Geschichte hinaus. Im Gegensatz dazu konnten die Basketballer nach 1996 erneut den achten Platz und damit die beste Platzierung in der olympischen Geschichte belegen.
Kader
|         | Frauen | Männer |
| ------- | --- | --- |
| Spieler | Bian Lan Chen Luyun Chen Nan Hu Xiaotao Miao Lijie Pan Wei Ren Lei Song Xiaoyun Sui Feifei Wang Ling Ye Li Zhang Fan | Chen Ke Liu Wei Zhang Jingsong Guo Shiqiang Zhu Fangyu Zhang Yunsong Li Nan Yi Jianlian Mo Ke Yao Ming Mengke Bateer Du Feng |
| Trainer | Del Harris | Gong Luming |

Ergebnisse
|               | Frauen             | Frauen        | Männer                 | Männer        |
| Gegner        | Resultat           | Gegner        | Resultat               |               |
| ------------- | ------------------ | ------------- | ---------------------- | ------------- |
| Vorrunde      | Südkorea           | 071:054       | Spanien                | 58:83         |
| Vorrunde      | Spanien            | 067:075       | Neuseeland             | 69:62         |
| Vorrunde      | Tschechien         | 083:098       | Argentinien            | 57:82         |
| Vorrunde      | Neuseeland         | 077:079       | Italien                | 52:89         |
| Vorrunde      | Vereinigte Staaten | 062:100       | Serbien und Montenegro | 67:66         |
| Viertelfinale | ausgeschieden      | ausgeschieden | Litauen                | 75:95         |
| Halbfinale    | ausgeschieden      | ausgeschieden | ausgeschieden          | ausgeschieden |
| Finale        | ausgeschieden      | ausgeschieden | ausgeschieden          | ausgeschieden |
| Platzierung   | 9                  | 9             | 8                      | 8             |

### Bogenschießen
Nach den Olympischen Spielen 1992 konnten He Ying, Lin Sang und Zhang Juanjuan im Teamwettbewerb der Damen die zweite chinesische Medaille in diesem Wettbewerb gewinnen. He Ying und Zhang Juanjuan belegten in der Qualifikation den vierten und fünften Platz. Während Juanjuan in der Platzierungsrunde im Achtelfinale ausschied, schied Ying erst im Viertelfinale aus.
| Athlet                          | Wettkampf | Qualifikation | Qualifikation | Runde 1  | Runde 1  | Runde 2       | Runde 2       | Achtelfinale  | Achtelfinale  | Viertelfinale | Viertelfinale | Halbfinale        | Halbfinale    | Finale        | Finale        | Endstand |
| Athlet                          | Wettkampf | Ringe         | Platz         | Gegner   | Ergebnis | Gegner        | Ergebnis      | Gegner        | Ergebnis      | Gegner        | Ergebnis      | Gegner            | Ergebnis      | Gegner        | Ergebnis      | Platz    |
| ------------------------------- | --------- | ------------- | ------------- | -------- | -------- | ------------- | ------------- | ------------- | ------------- | ------------- | ------------- | ----------------- | ------------- | ------------- | ------------- | -------- |
| Frauen                          |           |               |               |          |          |               |               |               |               |               |               |                   |               |               |               |          |
| He Ying                         | Einzel    | 0667          | 04            | Palmer   | 141:130  | Jennison      | 158:158 1     | Lewis         | 156:142       | Williamson    | 089:109       | ausgeschieden     | ausgeschieden | ausgeschieden | ausgeschieden | 08       |
| Lin Sang                        | Einzel    | 0647          | 11            | Choden   | 156:159  | ausgeschieden | ausgeschieden | ausgeschieden | ausgeschieden | ausgeschieden | ausgeschieden | ausgeschieden     | ausgeschieden | ausgeschieden | ausgeschieden | 36       |
| Zhang Juanjuan                  | Einzel    | 0663          | 05            | Trayan   | 135:122  | Dzięcioł      | 166:157       | Williamson    | 161:165       | ausgeschieden | ausgeschieden | ausgeschieden     | ausgeschieden | ausgeschieden | ausgeschieden | 10       |
| He Ying Lin Sang Zhang Juanjuan | Team      | 1977          | 02            | –        | –        | –             | –             | Australien    | 248:233       | Ukraine       | 241:230       | Chinesisch Taipeh | 230:226       | Südkorea      | 240:241       | Silber   |
| Männer                          |           |               |               |          |          |               |               |               |               |               |               |                   |               |               |               |          |
| Xue Haifeng                     | Einzel    | 0653          | 27            | Chapoy   | 162:153  | Hratschow     | 162:161       | Wunderle      | 164:165       | ausgeschieden | ausgeschieden | ausgeschieden     | ausgeschieden | ausgeschieden | ausgeschieden | 12       |
| Yong Fujun                      | Einzel    | 0652          | 28            | Furukawa | 143:146  | ausgeschieden | ausgeschieden | ausgeschieden | ausgeschieden | ausgeschieden | ausgeschieden | ausgeschieden     | ausgeschieden | ausgeschieden | ausgeschieden | 42       |

### Boxen
Zhou Shiming schrieb chinesische olympische Geschichte, weil er als erster chinesischer Boxer bei Olympischen Spielen eine Medaille gewinnen konnte. Vier Jahre später konnte er in Peking zudem auch den ersten chinesischen Olympiasieg erkämpfen.
| Athlet        | Wettkampf          | Runde 1    | Runde 1  | Achtelfinale  | Achtelfinale  | Viertelfinale  | Viertelfinale | Halbfinale    | Halbfinale    | Finale        | Finale        | Endstand |
| Athlet        | Wettkampf          | Gegner     | Ergebnis | Gegner        | Ergebnis      | Gegner         | Ergebnis      | Gegner        | Ergebnis      | Gegner        | Ergebnis      | Platz    |
| ------------- | ------------------ | ---------- | -------- | ------------- | ------------- | -------------- | ------------- | ------------- | ------------- | ------------- | ------------- | -------- |
| Männer        |                    |            |          |               |               |                |               |               |               |               |               |          |
| Chen Tongzhou | Leichtgewicht      | Chratschow | 29:40    | ausgeschieden | ausgeschieden | ausgeschieden  | ausgeschieden | ausgeschieden | ausgeschieden | ausgeschieden | ausgeschieden | 17       |
| Ha Dabateer   | Mittelgewicht      | Dirrell    | 18:25    | ausgeschieden | ausgeschieden | ausgeschieden  | ausgeschieden | ausgeschieden | ausgeschieden | ausgeschieden | ausgeschieden | 17       |
| Hanati Silamu | Weltergewicht      | Tebazaalwa | 29:17    | Chairow       | 16:26         | ausgeschieden  | ausgeschieden | ausgeschieden | ausgeschieden | ausgeschieden | ausgeschieden | 09       |
| Lei Yuping    | Halbschwergewicht  | Yana       | 24:16    | Fedtschuk     | 17:09         | Aryphadschyjeu | 27:18         | ausgeschieden | ausgeschieden | ausgeschieden | ausgeschieden | 05       |
| Liu Yuan      | Bantamgewicht      | Rigondeaux | 07:21    | ausgeschieden | ausgeschieden | ausgeschieden  | ausgeschieden | ausgeschieden | ausgeschieden | ausgeschieden | ausgeschieden | 17       |
| Zhou Shiming  | Halbfliegengewicht | Warren     | 22:09    | Kebede        | 31:08         | Nalbandyan     | 20:12         | Barthelemí    | 17:29         | ausgeschieden | ausgeschieden | Bronze   |

### Fechten
Tan Xue und Wang Lei konnten erstmals nach 12 Jahren wieder eine Einzelmedaille in einem Fecht-Einzelwettbewerb gewinnen. Zudem konnte die männliche Florett-Mannschaft bestehend aus Dong Zhaozhi, Wang Haibin, Wu Hanxiong und Ye Chong eine Silbermedaille gewinnen.
| Athlet                                             | Wettbewerb     | 32tel-Finale | 32tel-Finale | Sechzehntelfinale | Sechzehntelfinale | Achtelfinale  | Achtelfinale  | Viertelfinale | Viertelfinale | Halbfinale         | Halbfinale    | Finale        | Finale        | Rang   |
| Athlet                                             | Wettbewerb     | Gegner       | Ergebnis     | Gegner            | Ergebnis          | Gegner        | Ergebnis      | Gegner        | Ergebnis      | Gegner             | Ergebnis      | Gegner        | Ergebnis      | Rang   |
| -------------------------------------------------- | -------------- | ------------ | ------------ | ----------------- | ----------------- | ------------- | ------------- | ------------- | ------------- | ------------------ | ------------- | ------------- | ------------- | ------ |
| Frauen                                             |                |              |              |                   |                   |               |               |               |               |                    |               |               |               |        |
| Li Na                                              | Degen Einzel   | Freilos      | Freilos      | Kavelaars         | 15:11             | Kim           | 09:14         | ausgeschieden | ausgeschieden | ausgeschieden      | ausgeschieden | ausgeschieden | ausgeschieden | 09     |
| Meng Jie                                           | Florett Einzel | –            | –            | Saïd-Guerni       | 15:12             | Badea         | 11:15         | ausgeschieden | ausgeschieden | ausgeschieden      | ausgeschieden | ausgeschieden | ausgeschieden | 13     |
| Shen Weiwei                                        | Degen Einzel   | Freilos      | Freilos      | Király-Picot      | 07:11             | ausgeschieden | ausgeschieden | ausgeschieden | ausgeschieden | ausgeschieden      | ausgeschieden | ausgeschieden | ausgeschieden | 22     |
| Tan Xue                                            | Säbel Einzel   | –            | –            | Freilos           | Freilos           | Argiolas      | 15:11         | Netschajewa   | 15:07         | Jacobson           | 15:12         | Zagunis       | 09:15         | Silber |
| Zhang Li                                           | Degen Einzel   | Freilos      | Freilos      | Kazimirchuk       | 10:09             | Brânză        | 15:13         | Nagy          | 08:07         | ausgeschieden      | ausgeschieden | ausgeschieden | ausgeschieden | 05     |
| Zhang Ying                                         | Säbel Einzel   | –            | –            | Benítez           | 15:09             | Touya         | 15:12         | Gheorghițoaia | 13:15         | ausgeschieden      | ausgeschieden | ausgeschieden | ausgeschieden | 08     |
| Li Na Shen Weiwei Zhang Li Zhong Weiping           | Degen Team     | –            | –            | –                 | –                 | –             | –             | Frankreich    | 33:45         | ausgeschieden      | ausgeschieden | ausgeschieden | ausgeschieden | 06     |
| Männer                                             |                |              |              |                   |                   |               |               |               |               |                    |               |               |               |        |
| Chen Feng                                          | Säbel Einzel   | Benchehima   | 15:03        | Lapkes            | 09:15             | ausgeschieden | ausgeschieden | ausgeschieden | ausgeschieden | ausgeschieden      | ausgeschieden | ausgeschieden | ausgeschieden | 26     |
| Dong Zhaozhi                                       | Florett Einzel | Freilos      | Freilos      | Le Péchoux        | 09:15             | ausgeschieden | ausgeschieden | ausgeschieden | ausgeschieden | ausgeschieden      | ausgeschieden | ausgeschieden | ausgeschieden | 22     |
| Huang Yaojiang                                     | Säbel Einzel   | Bernaoui     | 15:06        | Nemcsik           | 12:15             | ausgeschieden | ausgeschieden | ausgeschieden | ausgeschieden | ausgeschieden      | ausgeschieden | ausgeschieden | ausgeschieden | 27     |
| Wang Haibin                                        | Florett Einzel | Freilos      | Freilos      | Kruse             | 11:15             | ausgeschieden | ausgeschieden | ausgeschieden | ausgeschieden | ausgeschieden      | ausgeschieden | ausgeschieden | ausgeschieden | 19     |
| Wang Lei                                           | Degen Einzel   | Freilos      | Freilos      | Boczkó            | 15:10             | Schmid        | 15:11         | Strigel       | 15:14         | Kolobkow           | 15:10         | Fischer       | 09:15         | Silber |
| Wu Hanxiong                                        | Florett Einzel | Freilos      | Freilos      | Bartolillo        | 15:08             | Tahoun        | 15:08         | Sanzo         | 10:15         | ausgeschieden      | ausgeschieden | ausgeschieden | ausgeschieden | 07     |
| Xie Yongjun                                        | Degen Einzel   | Freilos      | Freilos      | Fernández         | 13:15             | ausgeschieden | ausgeschieden | ausgeschieden | ausgeschieden | ausgeschieden      | ausgeschieden | ausgeschieden | ausgeschieden | 27     |
| Zhao Gang                                          | Degen Einzel   | Freilos      | Freilos      | Mahmoud           | 15:09             | Fernández     | 12:15         | ausgeschieden | ausgeschieden | ausgeschieden      | ausgeschieden | ausgeschieden | ausgeschieden | 10     |
| Zhou Hanming                                       | Säbel Einzel   | Dourakos     | 15:10        | Covaliu           | 10:15             | ausgeschieden | ausgeschieden | ausgeschieden | ausgeschieden | ausgeschieden      | ausgeschieden | ausgeschieden | ausgeschieden | 30     |
| Tuo Tong Wang Lei Xie Yongjun Zhao Gang            | Degen Team     | –            | –            | –                 | –                 | –             | –             | Deutschland   | 32:39         | ausgeschieden      | ausgeschieden | ausgeschieden | ausgeschieden | 07     |
| Dong Zhaozhi Wang Haibin Wu Hanxiong Ye Chong      | Florett Team   | –            | –            | –                 | –                 | –             | –             | Südkorea      | 45:36         | Vereinigte Staaten | 45:35         | Italien       | 42:45         | Silber |
| Chen Feng Huang Yaojiang Wang Jingzhi Zhou Hanming | Säbel Team     | –            | –            | –                 | –                 | –             | –             | Frankreich    | 35:45         | ausgeschieden      | ausgeschieden | ausgeschieden | ausgeschieden | 07     |

### Fußball
Die chinesische Fußballnationalmannschaft der Frauen qualifizierte sich für das olympische Fußballturnier und zum zweiten Mal nach den Olympischen Spielen 2000 schied die Mannschaft aus China bereits in der Vorrunde aus. Zudem kassierte die Mannschaft mit dem 0:8 gegen Deutschland die höchste Länderspielniederlage. Neben Deutschland war auch Mexiko in der Vorrundengruppe vertreten.
Kader
| Torhüter          | Gao Yingying Xiao Zhen                                                |
| Abwehrspieler     | Fan Yunjie Jin Xiaomei Li Jie Ren Liping Shi Dan Teng Wei Wang Liping |
| Mittelfeldspieler | Bi Yan Pu Wei Qu Feifei Zhang Ying                                    |
| Stürmer           | Bai Lili Han Duan Ji Ting Liu Huana Zhang Ouying                      |
| Trainer           | Zhang Haitao                                                          |

Ergebnisse
| Vorrunde      | Deutschland   | 0:8 (0:2)     |
| Vorrunde      | Mexiko        | 1:1 (1:1)     |
| Viertelfinale | ausgeschieden | ausgeschieden |
| Halbfinale    | ausgeschieden | ausgeschieden |
| Finale        | ausgeschieden | ausgeschieden |
| Platzierung   | 9             | 9             |

### Gewichtheben
Von den insgesamt 10 Teilnehmern konnten nur Zhan Xugang und Yuan Aijun keine Medaille gewinnen. Die anderen acht Teilnehmer konnten 5 Goldmedaillen und drei Silbermedaillen gewinnen und damit ist die Volksrepublik China vor der Türkei die erfolgreichste Nation im Gewichtheben.
| Athlet         | Wettbewerb        | Reißen      | Reißen | Stoßen      | Stoßen | Gewicht     | Rang   |
| Athlet         | Wettbewerb        | Gewicht     | Rang   | Gewicht     | Rang   | Gewicht     | Rang   |
| -------------- | ----------------- | ----------- | ------ | ----------- | ------ | ----------- | ------ |
| Frauen         |                   |             |        |             |        |             |        |
| Chen Yanqing   | Klasse bis 58 kg  | 107,5 kg OR | 1      | 130 kg OR   | 1      | 237,5 kg OR | Gold   |
| Li Zhuo        | Klasse bis 48 kg  | 092,5 kg    | 2      | 112,5 kg    | 2      | 205,0 kg    | Silber |
| Liu Chunhong   | Klasse bis 69 kg  | 122,5 kg WR | 1      | 152,5 kg WR | 1      | 275,0 kg WR | Gold   |
| Tang Gonghong  | Klasse über 75 kg | 122,5 kg    | 8      | 182,5 kg WR | 1      | 305,0 kg WR | Gold   |
| Männer         |                   |             |        |             |        |             |        |
| Wu Meijin      | Klasse bis 56 kg  | 130,0 kg    | 2      | 157,5 kg    | 2      | 287,5 kg    | Silber |
| Le Maosheng    | Klasse bis 62 kg  | 140,0 kg    | 2      | 172,5 kg    | 1      | 312,5 kg    | Silber |
| Shi Zhiyong    | Klasse bis 62 kg  | 152,5 kg OR | 1      | 172,5 kg    | 1      | 325,0 kg OR | Gold   |
| Zhang Guozheng | Klasse bis 69 kg  | 160,0 kg    | 1      | 187,5 kg    | 2      | 347,5 kg    | Gold   |
| Zhan Xugang    | Klasse bis 77 kg  | DNF         | DNF    | DNF         | DNF    | DNF         | DNF    |
| Yuan Aijun     | Klasse bis 85 kg  | 167,5 kg    | 5      | 205,0 kg    | 1      | 372,5 kg    | 4      |

### Handball
Die chinesische Frauen-Handballnationalmannschaft qualifizierte sich für das olympische Handballturnier und belegte mit dem achten Platz die schlechteste Platzierung in der olympischen Geschichte.
Kader
| Torhüter    | Fan Jie Yu Geli |
| Feldspieler | Chen Ji Lei Sufen Li Bing Li Weiwei Liu Yun Liu Xiaomei Sun Laimiao Wang Min Wang Shasha Wu Yanan Zhai Chao Zhang Li Zhang Zhiqing |
| Trainer     | Chung Hyungkyun |

Ergebnisse
| Vorrunde      | Ungarn        | 24:28 (11-14) |
| Vorrunde      | Ukraine       | 21:26 (10:15) |
| Vorrunde      | Griechenland  | 33:13 (15:06) |
| Vorrunde      | Brasilien     | 28:23 (11:13) |
| Viertelfinale | Dänemark      | 28:32 (14:18) |
| Halbfinale    | ausgeschieden | ausgeschieden |
| Finale        | ausgeschieden | ausgeschieden |
| Platzierung   | 8             | 8             |

### Hockey
Für das olympische Hockeyturnier qualifizierten sich die chinesischen Hockeydamen und nachdem sie ohne Punktverlust die Gruppenphase überstanden hatten, verloren sie gegen die deutsche Mannschaft im Halbfinale nach Penalty-Schießen. Im Spiel um den dritten Platz mussten sie sich Argentinien geschlagen geben.
Kader
| Torhüter    | Nie Yali Zhang Yimeng |
| Feldspieler | Chen Qiuqi Chen Qunqing Cheng Hui Chen Zhaoxia Fu Baorong Gao Lihua Huang Junxia Hou Xiaolan Li Shuang Mai Shaoyan Ma Yibo Qiu Yingling Tang Chunling Zhou Wanfeng |
| Trainer     | Kim Chang-back |

Ergebnisse
| Vorrunde    | Japan         | 3:0           |
| Vorrunde    | Neuseeland    | 2:0           |
| Vorrunde    | Spanien       | 3:0           |
| Vorrunde    | Argentinien   | 3:2           |
| Halbfinale  | Deutschland   | 0:0 1         |
| Finale      | ausgeschieden | ausgeschieden |
| Platzierung | 4             | 4             |

### Judo
Xian Dongmei erkämpfte sich den Olympiasieg und ist damit die erste Chinesin, welche Olympiasiegerin im Halbleichtgewicht werden konnte. Zudem gewann Liu Xia die Silbermedaille im Halbschwergewicht, nachdem sie im Finale gegen die Japanerin Noriko Anno verloren hatte. Gao Feng, Qin Dongya und Sun Fuming gewannen jeweils eine Bronzemedaille.
| Athlet       | Wettkampf          | Sechzehntelfinale | Sechzehntelfinale | Achtelfinale  | Achtelfinale  | Viertelfinale | Viertelfinale | Halbfinale    | Halbfinale    | Finale        | Finale        | Endstand      |
| Athlet       | Wettkampf          | Gegner            | Ergebnis          | Gegner        | Ergebnis      | Gegner        | Ergebnis      | Gegner        | Ergebnis      | Gegner        | Ergebnis      | Platz         |
| ------------ | ------------------ | ----------------- | ----------------- | ------------- | ------------- | ------------- | ------------- | ------------- | ------------- | ------------- | ------------- | ------------- |
| Frauen       |                    |                   |                   |               |               |               |               |               |               |               |               |               |
| Gao Feng     | Superleichtgewicht | Polzin            | 1110:0000         | Macrì         | 1011:0000     | Jossinet      | 0011:0102     | ausgeschieden | ausgeschieden | ausgeschieden | ausgeschieden | Bronze        |
| Li Shufang   | Halbmittelgewicht  | Freilos           | Freilos           | Chisholm      | 0000:0010     | ausgeschieden | ausgeschieden | ausgeschieden | ausgeschieden | ausgeschieden | ausgeschieden | ausgeschieden |
| Liu Xia      | Halbschwergewicht  | Zwiers            | 0111:1000         | Moskalyuk     | 0120:0000     | Kuba          | 1001:0000     | Matrossowa    | 0001:0000     | Anno          | 0001:1010     | Silber        |
| Liu Yuxiang  | Leichtgewicht      | Latrous           | 1100:0011         | Zangrando     | 0011:1000     | ausgeschieden | ausgeschieden | ausgeschieden | ausgeschieden | ausgeschieden | ausgeschieden | ausgeschieden |
| Qin Dongya   | Mittelgewicht      | Ouerdane          | 0110:0010         | Böhm          | 0001:1011     | ausgeschieden | ausgeschieden | ausgeschieden | ausgeschieden | ausgeschieden | ausgeschieden | Bronze        |
| Sun Fuming   | Schwergewicht      | Freilos           | Freilos           | Yahyaoui      | 1010:0000     | Chalá         | 1000:0000     | Beltrán       | 0000:1000     | ausgeschieden | ausgeschieden | Bronze        |
| Xian Dongmei | Halbleichtgewicht  | Freilos           | Freilos           | Souakri       | 0001:0000     | Imbriani      | 0221:0010     | Euranie       | 1001:0010     | Yokosawa      | 1000:0000     | Gold          |
| Männer       |                    |                   |                   |               |               |               |               |               |               |               |               |               |
| Xie Jianhua  | Leichtgewicht      | Fernandes         | 0102:0210         | ausgeschieden | ausgeschieden | ausgeschieden | ausgeschieden | ausgeschieden | ausgeschieden | ausgeschieden | ausgeschieden | ausgeschieden |
| Pan Song     | Schwergewicht      | Eitel             | 1001:0000         | Rybak         | 0000:0210     | ausgeschieden | ausgeschieden | ausgeschieden | ausgeschieden | ausgeschieden | ausgeschieden | ausgeschieden |

### Kanusport
Nachdem Xu Linbei und Zhong Hongyan im Kajak-Zweier über 500 Meter als Vierte knapp eine Medaille verpasst hatten, schrieben Meng Guanliang und Yang Wenjun im Canadier-Zweier über 500 Meter chinesische Olympiageschichte. Sie gewannen die erste chinesische olympische Medaille im Kanusport und direkt die Goldmedaille.

#### Kanurennen
| Athlet                                 | Wettbewerb | Vorlauf      | Vorlauf | Halbfinale    | Halbfinale    | Finale        | Finale        |
| Athlet                                 | Wettbewerb | Zeit         | Rang    | Zeit          | Rang          | Zeit          | Rang          |
| -------------------------------------- | ---------- | ------------ | ------- | ------------- | ------------- | ------------- | ------------- |
| Frauen                                 |            |              |         |               |               |               |               |
| Li Ting                                | K-1 500 m  | 1:55,474 min | 4       | 1:53,598 min  | 2             | 1:54,473 min  | 9             |
| Xu Linbei Zhong Hongyan                | K-2 500 m  | 1:40,943 min | 2       | –             | –             | 1:40,913 min  | 4             |
| Gao Yi He Jing Xu Linbei Zhong Hongyan | K-4 500 m  | 1:34,206 min | 3       | –             | –             | 1:38,144 min  | 7             |
| Männer                                 |            |              |         |               |               |               |               |
| Jing Ying                              | C-1 1000 m | 4:05,874 min | 6       | 4:00,684 min  | 6             | ausgeschieden | ausgeschieden |
| Liu Haitao                             | K-1 500 m  | 1:43,337 min | 7       | 1:46,179 min  | 8             | ausgeschieden | ausgeschieden |
| Liu Haitao                             | K-1 1000 m | 3:38,522 min | 8       | ausgeschieden | ausgeschieden | ausgeschieden | ausgeschieden |
| Wang Bing                              | C-1 500 m  | 1:51,920 min | 4       | 1:51,649 min  | 3             | 1:49,903 min  | 9             |
| Meng Guanliang Yang Wenjun             | C-2 500 m  | 1:38,916 min | 1       | –             | –             | 1:40,278 min  | Gold          |
| Meng Guanliang Yang Wenjun             | C-2 1000 m | 3:31,795 min | 5       | 3:32,792 min  | 3             | 3:52,926 min  | 9             |
| Wang Lei Yin Yijun                     | K-2 500 m  | 1:37,061 min | 6       | 1:38,554 min  | 8             | ausgeschieden | ausgeschieden |
| Wang Lei Yin Yijun                     | K-2 1000 m | 3:21,279 min | 7       | DSQ           | DSQ           | ausgeschieden | ausgeschieden |

#### Kanuslalom
| Athlet              | Wettbewerb | Vorlauf  | Vorlauf | Vorlauf  | Vorlauf | Vorlauf  | Vorlauf | Halbfinale    | Halbfinale    | Finale        | Finale        | Rang |
| Athlet              | Wettbewerb | Lauf 1   | Lauf 1  | Lauf 2   | Lauf 2  | Gesamt   | Gesamt  | Halbfinale    | Halbfinale    | Finale        | Finale        | Rang |
| Athlet              | Wettbewerb | Zeit     | Rang    | Zeit     | Rang    | Zeit     | Rang    | Zeit          | Rang          | Zeit          | Rang          | Rang |
| ------------------- | ---------- | -------- | ------- | -------- | ------- | -------- | ------- | ------------- | ------------- | ------------- | ------------- | ---- |
| Frauen              |            |          |         |          |         |          |         |               |               |               |               |      |
| Li Jingjing         | K-1        | 134,07 s | 18      | 125,85 s | 19      | 259,92 s | 18      | ausgeschieden | ausgeschieden | ausgeschieden | ausgeschieden | 18   |
| Männer              |            |          |         |          |         |          |         |               |               |               |               |      |
| Chen Fubin Tian Qin | C-2        | 123,64 s | 12      | 125,02 s | 11      | 248,66 s | 11      | ausgeschieden | ausgeschieden | ausgeschieden | ausgeschieden | 11   |

### Leichtathletik
Bei den Frauen sicherte sich Xing Huina über 10.000 Meter den Olympiasieg und bei den Männern konnte Liu Xiang mit einem olympischen Rekord den 110-Meter-Hürdenlauf gewinnen. Erstmals in der olympischen Geschichte von China konnte man zwei Goldmedaillen in der Leichtathletik gewinnen.
Laufen und Gehen
| Athlet         | Wettbewerb   | Vorlauf      | Vorlauf | Viertelfinale | Viertelfinale | Halbfinale    | Halbfinale    | Finale        | Finale        |
| Athlet         | Wettbewerb   | Resultat     | Rang    | Resultat      | Rang          | Resultat      | Rang          | Resultat      | Rang          |
| -------------- | ------------ | ------------ | ------- | ------------- | ------------- | ------------- | ------------- | ------------- | ------------- |
| Frauen         |              |              |         |               |               |               |               |               |               |
| Bo Fanfang     | 400 m        | 56,01        | 07      | –             | –             | ausgeschieden | ausgeschieden | ausgeschieden | ausgeschieden |
| Huang Xiaoxiao | 400 m Hürden | 54,81        | 03      | –             | –             | 55,53         | 08            | ausgeschieden | ausgeschieden |
| Jiang Jing     | 20 km Gehen  | –            | –       | –             | –             | –             | –             | 1:35:56 h     | 32            |
| Li Helan       | Marathon     | –            | –       | –             | –             | –             | –             | 2:37:53 h     | 22            |
| Li Xuemei      | 100 m        | 12,21 s      | 07      | ausgeschieden | ausgeschieden | ausgeschieden | ausgeschieden | ausgeschieden | ausgeschieden |
| Song Hongjuan  | 20 km Gehen  | –            | –       | –             | –             | –             | –             | 1:31:27 h     | 14            |
| Su Yiping      | 100 m Hürden | 13,53 s      | 07      | –             | –             | ausgeschieden | ausgeschieden | ausgeschieden | ausgeschieden |
| Sun Yingjie    | 5000 m       | 15:03,00 min | 07      | –             | –             | –             | –             | 15:07,23 min  | 08            |
| Sun Yingjie    | 10.000 m     | –            | –       | –             | –             | –             | –             | 30:54,37 min  | 06            |
| Wang Liping    | 20 km Gehen  | –            | –       | –             | –             | –             | –             | 1:30:16 h     | 08            |
| Xing Huina     | 5000 m       | 14:56,01 min | 05      | –             | –             | –             | –             | 15:07,41 min  | 09            |
| Xing Huina     | 10.000 m     | –            | –       | –             | –             | –             | –             | 30:24,36 min  | Gold          |
| Zhang Shujing  | Marathon     | –            | –       | –             | –             | –             | –             | 2:34:34 h     | 12            |
| Zhou Chunxiu   | Marathon     | –            | –       | –             | –             | –             | –             | 2:42:54 h     | 33            |
| Männer         |              |              |         |               |               |               |               |               |               |
| Alatan Gadasu  | 50 km Gehen  | –            | –       | –             | –             | –             | –             | 3:51:55 h     | 10            |
| Chen Haijian   | 100 m        | 10,45 s      | 05      | ausgeschieden | ausgeschieden | ausgeschieden | ausgeschieden | ausgeschieden | ausgeschieden |
| Dou Zhaobo     | 1500 m       | 3:50,28 min  | 11      | –             | –             | ausgeschieden | ausgeschieden | ausgeschieden | ausgeschieden |
| Han Gang       | Marathon     | –            | –       | –             | –             | –             | –             | 2:27:31 h     | 66            |
| Han Yucheng    | 20 km Gehen  | –            | –       | –             | –             | –             | –             | 1:32:18 h     | 40            |
| Han Yucheng    | 50 km Gehen  | –            | –       | –             | –             | –             | –             | DNF           | DNF           |
| Li Zhuhong     | Marathon     | –            | –       | –             | –             | –             | –             | 2:19:26 h     | 31            |
| Liu Xiang      | 110 m Hürden | 13,27        | 01      | 13,27 s       | 01            | 13,18 s       | 02            | 12,91 s OR    | Gold          |
| Liu Yunfeng    | 20 km Gehen  | –            | –       | –             | –             | –             | –             | 1:27:21 h     | 25            |
| Shi Dongpeng   | 110 m Hürden | 13,68 s      | 06      | ausgeschieden | ausgeschieden | ausgeschieden | ausgeschieden | ausgeschieden | ausgeschieden |
| Yang Yaozu     | 200 m        | 20,59 s      | 04      | 21,03 s       | 08            | ausgeschieden | ausgeschieden | ausgeschieden | ausgeschieden |
| Yu Chaohong    | 50 km Gehen  | –            | –       | –             | –             | –             | –             | 3:43:45 h     | 04            |
| Zhu Hongjun    | 20 km Gehen  | –            | –       | –             | –             | –             | –             | 1:21:40 h     | 06            |
| Zhu Ronghua    | Marathon     | –            | –       | –             | –             | –             | –             | 2:34:02 h     | 76            |

Springen und Werfen
| Athlet        | Wettbewerb     | Halbfinale | Halbfinale | Finale        | Finale        |
| Athlet        | Wettbewerb     | Resultat   | Rang       | Resultat      | Rang          |
| ------------- | -------------- | ---------- | ---------- | ------------- | ------------- |
| Frauen        |                |            |            |               |               |
| Gao Shuying   | Stabhochsprung | 04,15 m    | 24         | ausgeschieden | ausgeschieden |
| Gu Yuan       | Hammerwurf     | 71,65 m    | 03         | 69,76 m       | 10            |
| Guan Yingnan  | Weitsprung     | 06,46 m    | 19         | ausgeschieden | ausgeschieden |
| Huang Qiuyan  | Dreisprung     | 14,66 m    | 06         | 14,33 m       | 12            |
| Huang Qun     | Diskuswurf     | 56,53 m    | 32         | ausgeschieden | ausgeschieden |
| Jing Xuezhu   | Hochsprung     | 01,89 m    | 16         | ausgeschieden | ausgeschieden |
| Li Fengfeng   | Kugelstoßen    | 16,90 m    | 23         | ausgeschieden | ausgeschieden |
| Li Meiju      | Kugelstoßen    | 18,16 m    | 11         | 18,37 m       | 09            |
| Li Yanfeng    | Diskuswurf     | 61,35 m    | 12         | 61,05 m       | 09            |
| Liang Shuyan  | Weitsprung     | 05,92 m    | 35         | ausgeschieden | ausgeschieden |
| Liu Yinghui   | Hammerwurf     | 68,12 m    | 14         | ausgeschieden | ausgeschieden |
| Ma Ning       | Speerwurf      | 59,80 m    | 18         | ausgeschieden | ausgeschieden |
| Song Aimin    | Diskuswurf     | 58,19 m    | 25         | ausgeschieden | ausgeschieden |
| Wang Lina     | Weitsprung     | 06,53 m    | 14         | ausgeschieden | ausgeschieden |
| Xue Juan      | Speerwurf      | 52,97 m    | 37         | ausgeschieden | ausgeschieden |
| Zhang Hao     | Dreisprung     | 13,30 m    | 32         | ausgeschieden | ausgeschieden |
| Zhang Wenxiu  | Hammerwurf     | 71,56 m    | 05         | 72,03 m       | 07            |
| Zhang Xiaoyu  | Kugelstoßen    | 17,22 m    | 20         | ausgeschieden | ausgeschieden |
| Zhao Yingying | Stabhochsprung | 04,30 m    | 23         | ausgeschieden | ausgeschieden |
| Männer        |                |            |            |               |               |
| Li Rongxiang  | Speerwurf      | 79,94 m    | 15         | ausgeschieden | ausgeschieden |
| Li Yanxi      | Dreisprung     | 16,74 m    | 15         | ausgeschieden | ausgeschieden |
| Liu Feiliang  | Stabhochsprung | NMH        | NMH        | ausgeschieden | ausgeschieden |
| Liu Yang      | Hochsprung     | 02,10 m    | 36         | ausgeschieden | ausgeschieden |
| Wu Tao        | Diskuswurf     | 60,60 m    | 18         | ausgeschieden | ausgeschieden |
| Zhou Can      | Weitsprung     | 07,47 m    | 34         | ausgeschieden | ausgeschieden |

Mehrkampf
| Athlet        | Wettbewerb | Wettbewerb | Wettbewerb | Wettbewerb | Wettbewerb | Wettbewerb | Wettbewerb | Wettbewerb  | Gesamtpunkte | Rang |
| Athlet        | –          | 100 m H    | HS         | KS         | 200 m      | WS         | SW         | 800 m       | Gesamtpunkte | Rang |
| ------------- | ---------- | ---------- | ---------- | ---------- | ---------- | ---------- | ---------- | ----------- | ------------ | ---- |
| Shen Shengfei | Resultat   | 14,18 s    | 1,73 m     | 14,22 m    | 26,01 s    | NMW        | 46,95 m    | 2:29,50 min | 4949         | 27   |
| Shen Shengfei | Punkte     | 953        | 891        | 809        | 796        | 000        | 801        | 699         | 4949         | 27   |

| Athlet     | Wettbewerb | Wettbewerb | Wettbewerb | Wettbewerb | Wettbewerb | Wettbewerb | Wettbewerb | Wettbewerb | Wettbewerb | Wettbewerb | Wettbewerb  | Gesamtpunkte | Rang |
| Athlet     | –          | 100 m      | WS         | KS         | HS         | 400 m      | 110 m H    | DW         | SHS        | SW         | 1500 m      | Gesamtpunkte | Rang |
| ---------- | ---------- | ---------- | ---------- | ---------- | ---------- | ---------- | ---------- | ---------- | ---------- | ---------- | ----------- | ------------ | ---- |
| Qi Haifeng | Resultat   | 11,06 s    | 7,34 m     | 13,55 m    | 1,97 m     | 49,65 s    | 14,78 s    | 45,13 m    | 4,50 m     | 60,79 m    | 4:32,63 min | 7934         | 18   |
| Qi Haifeng | Punkte     | 847        | 896        | 701        | 776        | 831        | 876        | 770        | 760        | 750        | 727         | 7934         | 18   |

### Moderner Fünfkampf
Die Volksrepublik nahm zum vierten Mal an den Wettbewerben des Modernen Fünfkampfs teil. Aus dem Reich der Mitte konnten sich zwei Athletinnen und ein Athlet qualifizieren. Der Fünfkämpfer Qian Zhenhua konnte mit dem 16. Platz das bessere Ergebnis erzielen, während die beiden Frauen Plätze im unteren Drittel belegten.
| Athlet       | Schießen | Schießen | Schießen | Fechten  | Fechten | Fechten | Schwimmen   | Schwimmen | Schwimmen | Reiten   | Reiten | Reiten | Rennen       | Rennen | Rennen | Gesamtpunkte | Rang |
| Athlet       | Resultat | Rang     | Punkte   | Resultat | Rang    | Punkte  | Resultat    | Rang      | Punkte    | Resultat | Rang   | Punkte | Resultat     | Rang   | Punkte | Gesamtpunkte | Rang |
| ------------ | -------- | -------- | -------- | -------- | ------- | ------- | ----------- | --------- | --------- | -------- | ------ | ------ | ------------ | ------ | ------ | ------------ | ---- |
| Frauen       |          |          |          |          |         |         |             |           |           |          |        |        |              |        |        |              |      |
| Dong Lean    | 189      | 1        | 1204     | 13:18    | 22      | 748     | 2:21,67 min | 15        | 1220      | 300      | 30     | 900    | 11:58,05 min | 25     | 848    | 4920         | 24   |
| Liang Caixia | 158      | 28       | 832      | 12:19    | 26      | 720     | 2:20,93 min | 12        | 1232      | 240      | 28     | 960    | 11:43,01 min | 24     | 908    | 4652         | 29   |
| Männer       |          |          |          |          |         |         |             |           |           |          |        |        |              |        |        |              |      |
| Qian Zhenhua | 185      | 2        | 1156     | 12:19    | 26      | 720     | 2:08,52 min | 16        | 1260      | 56       | 3      | 1144   | 11:08,25 min | 29     | 892    | 5172         | 16   |

### Radsport
Nachdem Jiang Cuihua bei den Olympischen Spielen 2000 in Sydney die Bronzemedaille im 500-Meter-Zeitfahren gewinnen konnte, gewann vier Jahre später Jiang Yonghua hinter der neuen Weltrekordlerin Anna Meares die Silbermedaille.

#### Bahn
Omnium
| Athlete    | Event        | Points | Laps | Rank |
| ---------- | ------------ | ------ | ---- | ---- |
| Frauen     |              |        |      |      |
| Li Meifang | Punktefahren | 1      | 0    | 14   |

Zeitfahren
| Athlete       | Event            | Zeit     | Rang   |
| ------------- | ---------------- | -------- | ------ |
| Frauen        |                  |          |        |
| Jiang Yonghua | 500 m Zeitfahren | 34,112 s | Silber |

#### Mountainbike
| Athleten     | Wettbewerb    | Zeit         | Rang |
| ------------ | ------------- | ------------ | ---- |
| Frauen       |               |              |      |
| Ma Yanping   | Cross-Country | 2:13:18 h    | 17   |
| Männer       |               |              |      |
| Zhu Yongbiao | Cross-Country | LAP (2 laps) | 42   |

#### Straße
| Athleten      | Wettbewerb    | Zeit      | Rang |
| ------------- | ------------- | --------- | ---- |
| Frauen        |               |           |      |
| Zhang Junying | Straßenrennen | 3:33:35 h | 47   |
| Qian Yunjuan  | Straßenrennen | 3:33:35 h | 44   |

### Ringen
Nachdem China im Ringen erst drei Bronzemedaillen gewinnen konnte, gewann die Freistilringerin Wang Xu in der Klasse bis 72 kg die Goldmedaille und schreib damit chinesische Olympiageschichte.
| Athlet                             | Wettkampf        | Elimination Pool | Elimination Pool | Elimination Pool | Viertelfinale | Viertelfinale | Halbfinale    | Halbfinale    | Finale        | Finale        | Endstand |
| Athlet                             | Wettkampf        | Gegner           | Ergebnis         | Rang             | Gegner        | Ergebnis      | Gegner        | Ergebnis      | Gegner        | Ergebnis      | Platz    |
| ---------------------------------- | ---------------- | ---------------- | ---------------- | ---------------- | ------------- | ------------- | ------------- | ------------- | ------------- | ------------- | -------- |
| Frauen – Freistil                  |                  |                  |                  |                  |               |               |               |               |               |               |          |
| Li Hui                             | Klasse bis 48 kg | Miranda          | 1:3              | 3                | –             | –             | ausgeschieden | ausgeschieden | ausgeschieden | ausgeschieden | 09       |
| Li Hui                             | Klasse bis 48 kg | Caripá           | 4:0              | 3                | –             | –             | ausgeschieden | ausgeschieden | ausgeschieden | ausgeschieden | 09       |
| Li Hui                             | Klasse bis 48 kg | Caripá           | 4:0              | 3                | –             | –             | ausgeschieden | ausgeschieden | ausgeschieden | ausgeschieden | 09       |
| Meng Lili                          | Klasse bis 63 kg | McMann           | 0:4              | 3                | –             | –             | ausgeschieden | ausgeschieden | ausgeschieden | ausgeschieden | 09       |
| Meng Lili                          | Klasse bis 63 kg | Yanik            | 3:1              | 3                | –             | –             | ausgeschieden | ausgeschieden | ausgeschieden | ausgeschieden | 09       |
| Sun Dongmei                        | Klasse bis 55 kg | Giampiccolo      | 3:1              | 2                | –             | –             | ausgeschieden | ausgeschieden | ausgeschieden | ausgeschieden | 05       |
| Sun Dongmei                        | Klasse bis 55 kg | Yoshida          | 0:4              | 2                | –             | –             | ausgeschieden | ausgeschieden | ausgeschieden | ausgeschieden | 05       |
| Wang Xu                            | Klasse bis 72 kg | Nordhagen        | 3:1              | 1                | –             | –             | Hamaguchi     | 3:1           | Manjurowa     | 3:1           | Gold     |
| Wang Xu                            | Klasse bis 72 kg | Juszczak         | 3:0              | 1                | –             | –             | Hamaguchi     | 3:1           | Manjurowa     | 3:1           | Gold     |
| Männer – Freistil                  |                  |                  |                  |                  |               |               |               |               |               |               |          |
| Li Zhengyu                         | Klasse bis 55 kg | Welikow          | 3:1              | 1                | Abas          | 1:3           | ausgeschieden | ausgeschieden | ausgeschieden | ausgeschieden | 05       |
| Li Zhengyu                         | Klasse bis 55 kg | Williams         | 3:1              | 1                | Abas          | 1:3           | ausgeschieden | ausgeschieden | ausgeschieden | ausgeschieden | 05       |
| Wang Yuanyuan                      | Klasse bis 96 kg | Laliotis         | 1:3              | 1                | Ibragimov     | 1:3           | ausgeschieden | ausgeschieden | ausgeschieden | ausgeschieden | 06       |
| Wang Yuanyuan                      | Klasse bis 96 kg | Pecha            | 3:1              | 1                | Ibragimov     | 1:3           | ausgeschieden | ausgeschieden | ausgeschieden | ausgeschieden | 06       |
| Männer – Griechisch-römischer Stil |                  |                  |                  |                  |               |               |               |               |               |               |          |
| Ai Linuer                          | Klasse bis 60 kg | Schewzow         | 1:3              | 2                | ausgeschieden | ausgeschieden | ausgeschieden | ausgeschieden | ausgeschieden | ausgeschieden | 13       |
| Ai Linuer                          | Klasse bis 60 kg | Kohl             | 3:1              | 2                | ausgeschieden | ausgeschieden | ausgeschieden | ausgeschieden | ausgeschieden | ausgeschieden | 13       |
| Sai Yinjiya                        | Klasse bis 74 kg | Bucher           | 3:1              | 2                | ausgeschieden | ausgeschieden | ausgeschieden | ausgeschieden | ausgeschieden | ausgeschieden | 11       |
| Sai Yinjiya                        | Klasse bis 74 kg | Kikinjou         | 1:3              | 2                | ausgeschieden | ausgeschieden | ausgeschieden | ausgeschieden | ausgeschieden | ausgeschieden | 11       |
| Sheng Jiang                        | Klasse bis 55 kg | Kalilov          | 3:1              | 3                | ausgeschieden | ausgeschieden | ausgeschieden | ausgeschieden | ausgeschieden | ausgeschieden | 13       |
| Sheng Jiang                        | Klasse bis 55 kg | Nyblom           | 1:3              | 3                | ausgeschieden | ausgeschieden | ausgeschieden | ausgeschieden | ausgeschieden | ausgeschieden | 13       |
| Sheng Jiang                        | Klasse bis 55 kg | Kiourengian      | 0:3              | 3                | ausgeschieden | ausgeschieden | ausgeschieden | ausgeschieden | ausgeschieden | ausgeschieden | 13       |

### Rudern
| Athleten                                                                                  | Wettbewerb                  | Vorlauf     | Vorlauf | Hoffnungslauf | Hoffnungslauf | Halbfinale  | Halbfinale | Finale      | Finale | Rang |
| Athleten                                                                                  | Wettbewerb                  | Zeit        | Rang    | Zeit          | Rang          | Zeit        | Rang       | Zeit        | Rang   | Rang |
| ----------------------------------------------------------------------------------------- | --------------------------- | ----------- | ------- | ------------- | ------------- | ----------- | ---------- | ----------- | ------ | ---- |
| Frauen                                                                                    |                             |             |         |               |               |             |            |             |        |      |
| Mu Suli                                                                                   | Einer                       | 7:58,92 min | 03      | 7:48,09 min   | 03            | 7:48,54 min | 02         | 7:39,64 min | 13     | 13   |
| Cong Huanling Feng Xueling                                                                | Doppelzweier                | 7:53,30 min | 04      | 7:15,52 min   | 03            | –           | –          | 7:10,54 min | 07     | 07   |
| Li Qian Xu Dongxiang                                                                      | Leichtgewichts-Doppelzweier | 6:54,66 min | 02      | 6:54,48 min   | 01            | 6:55,66 min | 03         | 7:02,05 min | 05     | 05   |
| Cheng Ran Gao Yanhua Jin Ziwei Luo Xiuhua Wu You Yan Xiaoxia Yang Cuiping Yu Fei Zheng Na | Achter                      | 6:06,20 min | 02      | 6:09,87 min   | 04            | –           | –          | 6:21,71 min | 04     | 04   |
| Männer                                                                                    |                             |             |         |               |               |             |            |             |        |      |
| Hui Su                                                                                    | Einer                       | 7:23,19 min | 04      | 6:57,77 min   | 02            | 7:10,33 min | 06         | 6:57,42 min | 15     | 15   |
| Yang Jian Zhu Zhifu                                                                       | Leichtgewichts-Doppelzweier | 6:22,64 min | 04      | 6:31,87 min   | 04            | 6:25,97 min | 03         | 6:58,88 min | 17     | 17   |

### Schießsport
| Athleten       | Wettbewerb                      | Qualifikation | Qualifikation | Finale        | Finale        |
| Athleten       | Wettbewerb                      | Punkte        | Rang          | Punkte        | Rang          |
| -------------- | ------------------------------- | ------------- | ------------- | ------------- | ------------- |
| Frauen         |                                 |               |               |               |               |
| Cao Ying       | Sportpistole 25 m               | 578           | 10            | ausgeschieden | ausgeschieden |
| Chen Ying      | Sportpistole 25 m               | 584           | 4             | 686,2         | 4             |
| Du Li          | Luftgewehr 10 m                 | 398           | 2             | 502,0 OR      | Gold          |
| Gao E          | Trap                            | 48            | 17            | ausgeschieden | ausgeschieden |
| Gao E          | Doppel-Trap                     | 107           | 5             | 142 1         | Bronze        |
| Li Qingnian    | Doppel-Trap                     | 107           | 6             | 142 1         | 4             |
| Ren Jie        | Luftpistole 10 m                | 384           | 6             | 482,3         | 4             |
| Tao Luna       | Luftpistole 10 m                | 366           | 38            | ausgeschieden | ausgeschieden |
| Wang Chengyi   | Kleinkaliber Dreistellungskampf | 584           | 4             | 685,4         | Bronze        |
| Wei Ning       | Skeet                           | 70            | 3             | 93            | Silber        |
| Wu Liuxi       | Kleinkaliber Dreistellungskampf | 578           | 9             | ausgeschieden | ausgeschieden |
| Zhao Yinghui   | Luftgewehr 10 m                 | 398           | 4             | 500,8         | 4             |
| Männer         |                                 |               |               |               |               |
| Chen Yongqiang | Schnellfeuerpistole 25 m        | 586           | 6             | 683,8         | 6             |
| Geng Hongbin   | Laufende Scheibe 10 m           | 572           | 11            | ausgeschieden | ausgeschieden |
| Hu Binyuan     | Doppel-Trap                     | 134           | 6             | 177           | 4             |
| Jia Zhanbo     | Kleinkaliber liegend 50 m       | 595           | 7             | 696,6         | 8             |
| Jia Zhanbo     | Kleinkaliber Dreistellungskampf | 1171          | 1             | 1264,5        | Gold          |
| Jin Di         | Skeet                           | 120           | 15            | ausgeschieden | ausgeschieden |
| Li Jie 2       | Luftgewehr 10 m                 | 598           | 2             | 701,3         | Silber        |
| Li Jie 2       | Laufende Scheibe 10 m           | 579           | 3             | 675,8         | 6             |
| Liu Zhiwei     | Kleinkaliber Dreistellungskampf | 1157          | 19            | ausgeschieden | ausgeschieden |
| Tan Zongliang  | Luftpistole 10 m                | 582           | 9             | ausgeschieden | ausgeschieden |
| Tan Zongliang  | Freie Pistole 50 m              | 558           | 10            | ausgeschieden | ausgeschieden |
| Wang Yifu      | Luftpistole 10 m                | 590           | 2             | 690,0 OR      | Gold          |
| Wang Zheng     | Doppel-Trap                     | 137           | 3             | 178           | Bronze        |
| Xu Dan         | Freie Pistole 50 m              | 553           | 18            | ausgeschieden | ausgeschieden |
| Yao Ye         | Kleinkaliber liegend 50 m       | 590           | 32            | ausgeschieden | ausgeschieden |
| Zhang Penghui  | Schnellfeuerpistole 25 m        | 585           | 7             | ausgeschieden | ausgeschieden |
| Zhu Qinan      | Luftgewehr 10 m                 | 599 OR        | 1             | 702.7 WR      | Gold          |

### Schwimmsport
Der Schwimmsport bildete bei den Olympischen Spielen 2014 mit 7 Goldmedaillen, 3 Silbermedaillen und einer Bronzemedaille die erfolgreichste Sportart der Volksrepublik China. Während sich die chinesischen Wasserballmannschaften nicht für die Olympischen Spiele qualifizierten, konnten die Schwimmer und die Wasserspringer Medaillen gewinnen. Im Gegensatz dazu konnten die Synchronschwimmerinnen keine Medaille gewinnen.

#### Schwimmen
Mit olympischen Rekord gewann Luo Xuejuan die Goldmedaille über die 100 Meter Brust. Sie gehörte auch gemeinsam zur Lagenstaffel, welche mit dem vierten Platz knapp eine Medaille verpasst hatte. Im Gegensatz dazu konnte die Staffel bestehend aus Li Ji 1, Pang Jiaying, Xu Yanwei, Yang Yu, Zhu Yingwen über die 4-mal 200 Meter die Silbermedaille gewinnen.
| Athlet                                                             | Event               | Vorlauf      | Vorlauf | Halbfinale      | Halbfinale      | Finale          | Finale          |
| Athlet                                                             | Event               | Zeit         | Rang    | Zeit            | Rang            | Zeit            | Rang            |
| ------------------------------------------------------------------ | ------------------- | ------------ | ------- | --------------- | --------------- | --------------- | --------------- |
| Frauen                                                             |                     |              |         |                 |                 |                 |                 |
| Chen Hua                                                           | 400 m Freistil      | 4:12,67 min  | 17      | –               | –               | ausgeschieden   | ausgeschieden   |
| Chen Hua                                                           | 800 m Freistil      | 8:36,24 min  | 11      | –               | –               | ausgeschieden   | ausgeschieden   |
| Chen Xiujun                                                        | 200 m Rücken        | DSQ          | DSQ     | ausgeschieden   | ausgeschieden   | ausgeschieden   | ausgeschieden   |
| Cheng Jiaru                                                        | 100 m Freistil      | 56,39 s      | 22      | ausgeschieden   | ausgeschieden   | ausgeschieden   | ausgeschieden   |
| Gao Chang                                                          | 100 m Rücken        | 1:02,19 min  | 15      | 1:02,17 min     | 15              | ausgeschieden   | ausgeschieden   |
| Li Jie                                                             | 200 m Schmetterling | 2:11,77 min  | 11      | 2:13,41 min     | 16              | ausgeschieden   | ausgeschieden   |
| Luo Xuejuan                                                        | 100 m Brust         | 1:09,07 min  | 6       | 1:08,57 min     | 7               | 1:06,64 min OR  | Gold            |
| Luo Xuejuan                                                        | 200 m Brust         | DNS          | DNS     | ausgeschieden   | ausgeschieden   | ausgeschieden   | ausgeschieden   |
| Pang Jiaying                                                       | 200 m Freistil      | 2:00,80 min  | 14      | 1:58,68 min NR  | 3               | 1:59,16 min     | 7               |
| Pang Jiaying                                                       | 400 m Freistil      | 4:11,81 min  | 14      | –               | –               | ausgeschieden   | ausgeschieden   |
| Qi Hui                                                             | 100 m Brust         | 1:09,29 min  | 7       | 1:09,06 min     | 8               | DSQ             | DSQ             |
| Qi Hui                                                             | 200 m Brust         | 2:28,66 min  | 10      | 2:26,75 min     | 7               | 2:26,35 min     | 6               |
| Qi Hui                                                             | 200 m Lagen         | 2:26,02 min  | 29      | ausgeschieden   | ausgeschieden   | ausgeschieden   | ausgeschieden   |
| Xu Yanwei                                                          | 100 m Freistil      | 56,66 s      | 25      | ausgeschieden   | ausgeschieden   | ausgeschieden   | ausgeschieden   |
| Xu Yanwei                                                          | 100 m Schmetterling | 1:01,53 min  | 28      | ausgeschieden   | ausgeschieden   | ausgeschieden   | ausgeschieden   |
| Yang Yu                                                            | 200 m Freistil      | 2:01,33 min  | 16      | 2:00,52 min     | 15              | ausgeschieden   | ausgeschieden   |
| Zhan Shu                                                           | 100 m Rücken        | 1:02,39 min  | 16      | 1:02,10 min     | 14              | ausgeschieden   | ausgeschieden   |
| Zhan Shu                                                           | 200 m Rücken        | 2:31,56 min  | 33      | Did not advance | Did not advance | Did not advance | Did not advance |
| Zhang Tianyi                                                       | 400 m Lagen         | DSQ          | DSQ     | –               | –               | ausgeschieden   | ausgeschieden   |
| Zhou Yafei                                                         | 100 m Schmetterling | 59,62 s      | 12      | 59,48 s         | 12              | ausgeschieden   | ausgeschieden   |
| Zhou Yafei                                                         | 200 m Lagen         | 2:15,56 min  | 8       | 2:15,93 min     | 14              | ausgeschieden   | ausgeschieden   |
| Zhu Yingwen                                                        | 50 m Freistil       | 26,45 s      | 32      | ausgeschieden   | ausgeschieden   | ausgeschieden   | ausgeschieden   |
| Cheng Jiaru Xu Yanwei Yang Yu Zhu Yingwen                          | 4 × 100 m Freistil  | 3:42,84 min  | 8       | –               | –               | 3:42,90 min     | 8               |
| Li Ji 1 Pang Jiaying Xu Yanwei Yang Yu Zhu Yingwen                 | 4 × 200 m Freistil  | 8:05,38 min  | 6       | –               | –               | 7:55,97 min AR  | Silber          |
| Chen Xiujun Luo Xuejuan Qi Hui 1 Zhan Shu 1 Zhou Yafei Zhu Yingwen | 4 × 100 m Lagen     | 4:05,97 min  | 5       | –               | –               | 4:03,35 min     | 4               |
| Männer                                                             |                     |              |         |                 |                 |                 |                 |
| Chen Zuo                                                           | 50 m Freistil       | 23,41 s      | 42      | ausgeschieden   | ausgeschieden   | ausgeschieden   | ausgeschieden   |
| Huang Shaohua                                                      | 100 m Freistil      | 55,46 s      | 60      | ausgeschieden   | ausgeschieden   | ausgeschieden   | ausgeschieden   |
| Lai Zhongjian                                                      | 200 m Brust         | 2:14,61 min  | 15      | 2:14,94 min     | 14              | ausgeschieden   | ausgeschieden   |
| Liu Weijia                                                         | 400 m Lagen         | 4:27,02 min  | 28      | –               | –               | ausgeschieden   | ausgeschieden   |
| Ouyang Kunpeng                                                     | 100 m Rücken        | 55,50 s      | 10      | 55,28 s         | 11              | ausgeschieden   | ausgeschieden   |
| Wang Haibo                                                         | 100 m Brust         | 1:03,54 min  | 30      | ausgeschieden   | ausgeschieden   | ausgeschieden   | ausgeschieden   |
| Wu Peng                                                            | 100 m Schmetterling | 55,17 s      | 43      | ausgeschieden   | ausgeschieden   | ausgeschieden   | ausgeschieden   |
| Wu Peng                                                            | 200 m Schmetterling | 1:57,96 min  | 5       | 1:56,81 min     | 5               | 1:56,28 min     | 6               |
| Wu Peng                                                            | 200 m Lagen         | 2:03,60 min  | 24      | ausgeschieden   | ausgeschieden   | ausgeschieden   | ausgeschieden   |
| Wu Peng                                                            | 400 m Lagen         | 4:19,32 min  | 14      | –               | –               | ausgeschieden   | ausgeschieden   |
| Xin Tong                                                           | 1500 m Freistil     | 16:10,43 min | 33      | –               | –               | ausgeschieden   | ausgeschieden   |
| Yu Rui                                                             | 200 m Rücken        | 2:04,51 min  | 30      | ausgeschieden   | ausgeschieden   | ausgeschieden   | ausgeschieden   |
| Zhang Lin                                                          | 200 m Freistil      | 1:53,84 min  | 43      | ausgeschieden   | ausgeschieden   | ausgeschieden   | ausgeschieden   |
| Zhang Lin                                                          | 400 m Freistil      | 3:56,65 min  | 26      | –               | –               | ausgeschieden   | ausgeschieden   |
| Zhao Tao                                                           | 200 m Lagen         | 2:02,41 min  | 19      | ausgeschieden   | ausgeschieden   | ausgeschieden   | ausgeschieden   |
| Chen Zuo Huang Shaohua Liu Weijia Zheng Kunliang                   | 4 × 100 m Freistil  | 3:24,31 min  | 15      | –               | –               | ausgeschieden   | ausgeschieden   |
| Chen Zuo Huang Shaohua Liu Yu Zheng Kunliang                       | 4 × 200 m Freistil  | 7:22,87 min  | 10      | –               | –               | ausgeschieden   | ausgeschieden   |

#### Synchronschwimmen
| Athlet                                                                       | Wettbewerb | Qualifikation  | Qualifikation  | Qualifikation | Qualifikation | Qualifikation | Qualifikation | Finale         | Finale         | Finale    | Finale    | Finale | Finale |
| Athlet                                                                       | Wettbewerb | Technische Kür | Technische Kür | Freie Kür     | Freie Kür     | Gesamt        | Gesamt        | Technische Kür | Technische Kür | Freie Kür | Freie Kür | Gesamt | Gesamt |
| Athlet                                                                       | Wettbewerb | Punkte         | Rang           | Punkte        | Rang          | Gesamt        | Rank          | Punkte         | Rang           | Punkte    | Rang      | Punkte | Rang   |
| ---------------------------------------------------------------------------- | ---------- | -------------- | -------------- | ------------- | ------------- | ------------- | ------------- | -------------- | -------------- | --------- | --------- | ------ | ------ |
| Gu Beibei Zhang Xiaohuan                                                     | Duett      | 46,584         | 7              | 46,750        | 7             | 93,334        | 8             | –              | –              | 47,084    | 7         | 93,668 | 7      |
| Chen Yu Gu Beibei He Xiaochu Hou Yingli Hu Ni Li Zhen Wang Na Zhang Xiaohuan | Team       | –              | –              | –             | –             | –             | –             | 47,084         | 6              | 47,500    | 6         | 94,584 | 6      |

#### Wasserspringen
Guo Jingjing ist mit zwei Goldmedaillen die beste chinesische Wasserspringerin bei den Spielen. Sie konnte im Kunstspringen vom 3-Meter-Brett die Goldmedaille gewinnen und gemeinsam mit Wu Minxia die Goldmedaille im Synchronspringen vom 3-Meter-Brett. Die chinesischen Wasserspringerinnen schafften es nur in zwei Wettbewerben nicht, die Goldmedaille zu gewinnen, und erhielten nur in einem Wettbewerb keine Medaille.
| Athlet                  | Wettbewerb            | Vorkampf | Vorkampf | Halbfinale | Halbfinale | Finale | Finale |
| Athlet                  | Wettbewerb            | Punkte   | Rang     | Punkte     | Rang       | Punkte | Rang   |
| ----------------------- | --------------------- | -------- | -------- | ---------- | ---------- | ------ | ------ |
| Frauen                  |                       |          |          |            |            |        |        |
| Guo Jingjing            | Kunstspringen 3 m     | 319,71   | 3        | 562,77     | 2          | 633.15 | Gold   |
| Lao Lishi               | Turmspringen 10 m     | 348,93   | 4        | 551,97     | 2          | 576.30 | Silber |
| Li Ting                 | Turmspringen 10 m     | 339,69   | 7        | 538,02     | 6          | 546.48 | 6      |
| Wu Minxia               | Kunstspringen 3 m     | 306,96   | 6        | 547,35     | 5          | 612.00 | Silber |
| Guo Jingjing Wu Minxia  | Synchronspringen 3 m  | –        | –        | –          | –          | 336.90 | Gold   |
| Lao Lishi Li Ting       | Synchronspringen 10 m | –        | –        | –          | –          | 352.14 | Gold   |
| Männer                  |                       |          |          |            |            |        |        |
| Hu Jia                  | Turmspringen 10 m     | 463,44   | 6        | 670,74     | 4          | 748.08 | Gold   |
| Peng Bo                 | Kunstspringen 3 m     | 495,45   | 2        | 751,62     | 2          | 787.38 | Gold   |
| Tian Liang              | Turmspringen 10 m     | 481,47   | 3        | 690,51     | 3          | 729.66 | Bronze |
| Wang Feng               | Kunstspringen 3 m     | 444,96   | 7        | 685,38     | 7          | 750.72 | 4      |
| Peng Bo Wang Kenan      | Synchronspringen 3 m  | –        | –        | –          | –          | 283.89 | 8      |
| Tian Liang Yang Jinghui | Synchronspringen 10 m | –        | –        | –          | –          | 383.88 | Gold   |

### Segeln
Nachdem Zhang Xiaodong bei den Olympischen Spielen 1992 in Barcelona die erste chinesische olympische Medaille im Segeln gewinnen konnte, sicherte Yin Jian mit der Silbermedaille im Windsurfen die zweite Medaille in dieser Sportart.
| Athlet               | Wettbewerb | Punkte | Rang   |
| -------------------- | ---------- | ------ | ------ |
| Frauen               |            |        |        |
| Shen Xiaoying        | Europe     | 088,0  | 07     |
| Yin Jian             | Windsurfen | 033,0  | Silber |
| Männer               |            |        |        |
| Zhou Yuanguo         | Windsurfen | 084,0  | 07     |
| offenen Bootsklassen |            |        |        |
| Chi Qiang            | Laser      | 251,0  | 31     |

### Softball
Die Volksrepublik China qualifizierte sich für das olympische Softballturnier. In der Vorrunde konnte sich die Mannschaft für das schwache Halbfinale qualifizieren. Durch die Niederlage gegen Japan musste man sich mit den vierten Platz begnügen.
Kader
| Spieler | Deng Xiaoling Guo Jia Li Chunxia Li Qi Lu Wei Luo Lin Mi Renrong Mu Xia Tao Hua Wang Xiaoyan Wei Qiang Wu Di Zhang Ai Zhang Lixia Zhou Yi |
| Trainer | Treshan McDonald Xu Fumin Chen Wenyuan |

Ergebnisse
| Vorrunde    | Griechenland       | 5:0 |
| Vorrunde    | Italien            | 5:7 |
| Vorrunde    | Kanada             | 4:2 |
| Vorrunde    | Vereinigte Staaten | 4:0 |
| Vorrunde    | Australien         | 0:5 |
| Vorrunde    | Chinesisch Taipeh  | 1:0 |
| Vorrunde    | Japan              | 0:2 |
| Halbfinale  | Japan              | 0:1 |
| Platzierung | 4                  | 4   |

### Taekwondo
Die Volksrepublik China trat im Taekwondo in zwei Gewichtsklassen mit jeweils einer Kämpferin an. Sowohl Chen Zhong in der Klasse über 67 kg als auch Luo Wei in der Klasse bis 67 kg gewannen die Goldmedaille. Chen Zhong konnte damit ihren Titel von den Olympischen Spielen 2000 erfolgreich verteidigen.
| Athlet     | Wettkampf         | Achtelfinale | Achtelfinale | Viertelfinale | Viertelfinale | Halbfinale | Halbfinale | Finale     | Finale   | Endstand |
| Athlet     | Wettkampf         | Gegner       | Ergebnis     | Gegner        | Ergebnis      | Gegner     | Ergebnis   | Gegner     | Ergebnis | Platz    |
| ---------- | ----------------- | ------------ | ------------ | ------------- | ------------- | ---------- | ---------- | ---------- | -------- | -------- |
| Frauen     |                   |              |              |               |               |            |            |            |          |          |
| Chen Zhong | Klasse über 67 kg | Okamoto      | 07:05        | Carmona       | 07:05         | Falavigna  | 08:05      | Baverel    | 12:05    | Gold     |
| Luo Wei    | Klasse bis 67 kg  | Hwang        | 10:08        | Solheim       | w. o.         | Díaz       | 05:03      | Mystakidou | 07:06    | Gold     |

### Tennis
Im Tennis sorgten Li Ting und Sun Tiantian für eine Überraschung und schrieben chinesische Olympiageschichte. Im Damendoppel konnten sie die erste chinesische Olympiamedaille gewinnen und gleich die Goldmedaille.
| Athleten             | Wettbewerb | 32tel-Finale | 32tel-Finale  | Sechzehntelfinale  | Sechzehntelfinale | Achtelfinale  | Achtelfinale  | Viertelfinale | Viertelfinale | Halbfinale    | Halbfinale    | Finale        | Finale        | Rang |
| Athleten             | Wettbewerb | Gegner       | Ergebnis      | Gegner             | Ergebnis          | Gegner        | Ergebnis      | Gegner        | Ergebnis      | Gegner        | Ergebnis      | Gegner        | Ergebnis      | Rang |
| -------------------- | ---------- | ------------ | ------------- | ------------------ | ----------------- | ------------- | ------------- | ------------- | ------------- | ------------- | ------------- | ------------- | ------------- | ---- |
| Frauen               |            |              |               |                    |                   |               |               |               |               |               |               |               |               |      |
| Zheng Jie            | Einzel     | Sugiyama     | 6:4, 3:6, 6:8 | ausgeschieden      | ausgeschieden     | ausgeschieden | ausgeschieden | ausgeschieden | ausgeschieden | ausgeschieden | ausgeschieden | ausgeschieden | ausgeschieden | 33   |
| Li Ting Sun Tiantian | Doppel     | –            | –             | Vereinigte Staaten | 7:5, 1:6, 6:3     | Italien       | 6:1, 7:6      | Australien    | 6:3, 6:2      | Argentinien   | 6:2, 2:6, 9:7 | Spanien       | 6:3, 6:3      | Gold |
| Yan Zi Zheng Jie     | Doppel     | –            | –             | Slowenien          | 6:2, 6:1          | Schweiz       | 6:3, 6:3      | Spanien       | 1:6, 1:6      | ausgeschieden | ausgeschieden | ausgeschieden | ausgeschieden | 5    |

### Tischtennis
Im Tischtennis konnte China wieder groß abräumen. Durch die Niederlage von Wang Hao im Finale verpasste die Volksrepublik es, in allen ausgetragenen Tischtenniswettbewerben die Goldmedaille zu gewinnen. Zhang Yining war am erfolgreichsten, sie gewann sowohl im Einzel als auch im Doppel gemeinsam mit Wang Nan die Goldmedaille.
| Athleten              | Wettbewerb | 64tel-Finale | 64tel-Finale | 32tel-Finale | 32tel-Finale | Sechzehntelfinale | Sechzehntelfinale | Achtelfinale      | Achtelfinale | Viertelfinale | Viertelfinale | Halbfinale    | Halbfinale    | Finale        | Finale        | Rang   |
| Athleten              | Wettbewerb | Gegner       | Ergebnis     | Gegner       | Ergebnis     | Gegner            | Ergebnis          | Gegner            | Ergebnis     | Gegner        | Ergebnis      | Gegner        | Ergebnis      | Gegner        | Ergebnis      | Rang   |
| --------------------- | ---------- | ------------ | ------------ | ------------ | ------------ | ----------------- | ----------------- | ----------------- | ------------ | ------------- | ------------- | ------------- | ------------- | ------------- | ------------- | ------ |
| Frauen                |            |              |              |              |              |                   |                   |                   |              |               |               |               |               |               |               |        |
| Niu Jianfeng          | Einzel     | Freilos      | Freilos      | Freilos      | Freilos      | Schall            | 4:3               | Kim               | 0:4          | ausgeschieden | ausgeschieden | ausgeschieden | ausgeschieden | ausgeschieden | ausgeschieden | 9      |
| Wang Nan              | Einzel     | Freilos      | Freilos      | Freilos      | Freilos      | Kim               | 4:2               | Zamfir            | 4:1          | Li            | 1:4           | ausgeschieden | ausgeschieden | ausgeschieden | ausgeschieden | 5      |
| Zhang Yining          | Einzel     | Freilos      | Freilos      | Freilos      | Freilos      | Li                | 4:0               | Lau               | 4:1          | Boroš         | 4:0           | Kim           | 4:1           | Kim           | 4:0           | Gold   |
| Guo Yue Niu Jianfeng  | Double     | –            | –            | Freilos      | Freilos      | Freilos           | Freilos           | Chinesisch Taipeh | 4:0          | Japan         | 4:2           | China         | 2:4           | ausgeschieden | ausgeschieden | Bronze |
| Wang Nan Zhang Yining | Double     | –            | –            | Freilos      | Freilos      | Freilos           | Freilos           | Italien           | 4:0          | Hongkong      | 4:2           | China         | 4:2           | Südkorea      | 4:0           | Gold   |
| Männer                |            |              |              |              |              |                   |                   |                   |              |               |               |               |               |               |               |        |
| Ma Lin                | Einzel     | Freilos      | Freilos      | Freilos      | Freilos      | Primorac          | 4:1               | Waldner           | 1:4          | ausgeschieden | ausgeschieden | ausgeschieden | ausgeschieden | ausgeschieden | ausgeschieden | 9      |
| Wang Hao              | Einzel     | Freilos      | Freilos      | Freilos      | Freilos      | Roßkopf           | 4:1               | Lin               | 4:1          | Chuang        | 4:2           | Wang          | 4:1           | Ryu           | 2:4           | Silber |
| Wang Liqin            | Einzel     | Freilos      | Freilos      | Freilos      | Freilos      | Keen              | 4:1               | Se-hyuk           | 4:1          | Ko            | 4:1           | Wang          | 1:4           | ausgeschieden | ausgeschieden | Bronze |
| Chen Qi Ma Lin        | Double     | Freilos      | Freilos      | Freilos      | Freilos      | Freilos           | Freilos           | Niederlande       | 4:2          | Polen         | 4:1           | Dänemark      | 4:2           | Hongkong      | 4:2           | Gold   |
| Kong Linghui Wang Hao | Double     | Freilos      | Freilos      | Freilos      | Freilos      | Freilos           | Freilos           | Schweden          | 1:4          | ausgeschieden | ausgeschieden | ausgeschieden | ausgeschieden | ausgeschieden | ausgeschieden | 9      |

### Triathlon
| Athleten    | Wettbewerb | Zeit      | Zeit      | Zeit      | Zeit         | Rang |
| Athleten    | Wettbewerb | Schwimmen | Radfahren | Laufen    | gesamt       | Rang |
| ----------- | ---------- | --------- | --------- | --------- | ------------ | ---- |
| Frauen      |            |           |           |           |              |      |
| Wang Hongni | Einzel     | 20:39 min | 1:16:08 h | 41:41 min | 2:18:40,07 h | 40   |
| Xing Lin    | Einzel     | 19:49 min | LAP       | LAP       | LAP          | LAP  |

### Turnsport

#### Gerätturnen
| Athleten                                           | Wettbewerb           | Finale  | Finale |
| Athleten                                           | Wettbewerb           | Punkte  | Rang   |
| -------------------------------------------------- | -------------------- | ------- | ------ |
| Frauen                                             |                      |         |        |
| Cheng Fei                                          | Boden                | 009,412 | 04     |
| Li Ya                                              | Schwebebalken        | 009,050 | 07     |
| Li Ya                                              | Stufenbarren         | 009,562 | 05     |
| Lin Li                                             | Stufenbarren         | 009,200 | 07     |
| Wang Tiantian                                      | Einzelmehrkampf      | 036,799 | 13     |
| Wang Tiantian                                      | Sprung               | 009,081 | 07     |
| Zhang Nan                                          | Einzelmehrkampf      | 038,049 | Bronze |
| Zhang Nan                                          | Schwebebalken        | 009,237 | 06     |
| Cheng Fei Li Ya Lin Li Wang Tiantian Zhang Nan     | Mannschaftsmehrkampf | 110,008 | 07     |
| Männer                                             |                      |         |        |
| Huang Xu                                           | Pauschenpferd        | 009,775 | 04     |
| Li Xiaopeng                                        | Barren               | 009,762 | Bronze |
| Li Xiaopeng                                        | Sprung               | 009,368 | 07     |
| Teng Haibin                                        | Pauschenpferd        | 009,837 | Gold   |
| Xiao Qin                                           | Reck                 | 009,737 | 06     |
| Yang Wei                                           | Einzelmehrkampf      | 057,361 | 07     |
| Huang Xu Li Xiaopeng Teng Haibin Xiao Qin Yang Wei | Mannschaftsmehrkampf | 171,257 | 05     |

#### Rhythmische Sportgymnastik
| Athletinnen                                                | Wettbewerb | Qualifikation | Qualifikation | Finale        | Finale        | Rang |
| Athletinnen                                                | Wettbewerb | Punkte        | Rang          | Punkte        | Rang          | Rang |
| ---------------------------------------------------------- | ---------- | ------------- | ------------- | ------------- | ------------- | ---- |
| Frauen                                                     |            |               |               |               |               |      |
| Zhong Ling                                                 | Einzel     | 88,625        | 17            | ausgeschieden | ausgeschieden | 17   |
| Dai Yongjun Hu Mei Li Jia Lu Yingna Lü Yuanyang Zhang Shuo | Mannschaft | 46,100        | 05            | 46,500        | 06            | 06   |

#### Trampolinturnen
| Athleten       | Wettbewerb | Qualifikation | Qualifikation | Finale        | Finale        | Rang   |
| Athleten       | Wettbewerb | Punkte        | Rang          | Punkte        | Rang          | Rang   |
| -------------- | ---------- | ------------- | ------------- | ------------- | ------------- | ------ |
| Frauen         |            |               |               |               |               |        |
| Huang Shanshan | Einzel     | 65.40         | 04            | 39.00         | 03            | Bronze |
| Männer         |            |               |               |               |               |        |
| Mu Yongfeng    | Einzel     | 65.20         | 10            | ausgeschieden | ausgeschieden | 10     |

## Volleyball

### Beachvolleyball
| Athlet             | Vorrunde     | Vorrunde | Vorrunde | Viertelfinale      | Viertelfinale | Halbfinale    | Halbfinale    | Finale        | Finale        | Platz |
| Athlet             | Gegner       | Ergebnis | Rang     | Gegner             | Ergebnis      | Gegner        | Ergebnis      | Gegner        | Ergebnis      | Platz |
| ------------------ | ------------ | -------- | -------- | ------------------ | ------------- | ------------- | ------------- | ------------- | ------------- | ----- |
| Frauen – Freistil  |              |          |          |                    |               |               |               |               |               |       |
| Tian Jia Wang Fei  | Australien   | 0:2      | 3        | Vereinigte Staaten | 0:2           | ausgeschieden | ausgeschieden | ausgeschieden | ausgeschieden | 09    |
| Tian Jia Wang Fei  | Mexiko       | 2:0      | 3        | Vereinigte Staaten | 0:2           | ausgeschieden | ausgeschieden | ausgeschieden | ausgeschieden | 09    |
| Tian Jia Wang Fei  | Griechenland | 0:2      | 3        | Vereinigte Staaten | 0:2           | ausgeschieden | ausgeschieden | ausgeschieden | ausgeschieden | 09    |
| Wang Lu You Wenhui | Deutschland  | 0:2      | 4        | ausgeschieden      | ausgeschieden | ausgeschieden | ausgeschieden | ausgeschieden | ausgeschieden | 19    |
| Wang Lu You Wenhui | Australien   | 1:2      | 4        | ausgeschieden      | ausgeschieden | ausgeschieden | ausgeschieden | ausgeschieden | ausgeschieden | 19    |
| Wang Lu You Wenhui | Bulgarien    | 0:2      | 4        | ausgeschieden      | ausgeschieden | ausgeschieden | ausgeschieden | ausgeschieden | ausgeschieden | 19    |

### Hallenvolleyball
Kader
| Spieler | Chen Jing Feng Kun Li Shan Liu Yanan Song Nina Wang Lina Yang Hao Zhang Na Zhang Ping Zhang Yuehong Zhao Ruirui Zhou Suhong |
| Trainer | Chen Zhonghe |

Ergebnisse
| Vorrunde      | Vereinigte Staaten      | 3:1  |
| Vorrunde      | Dominikanische Republik | 3:0  |
| Vorrunde      | Kuba                    | 2:3  |
| Vorrunde      | Deutschland             | 3:0  |
| Vorrunde      | Russland                | 3:0  |
| Viertelfinale | Japan                   | 3:0  |
| Halbfinale    | Kuba                    | 3:2  |
| Finale        | Russland                | 3:2  |
| Platzierung   | Gold                    | Gold |